# 阿智パーキングエリア

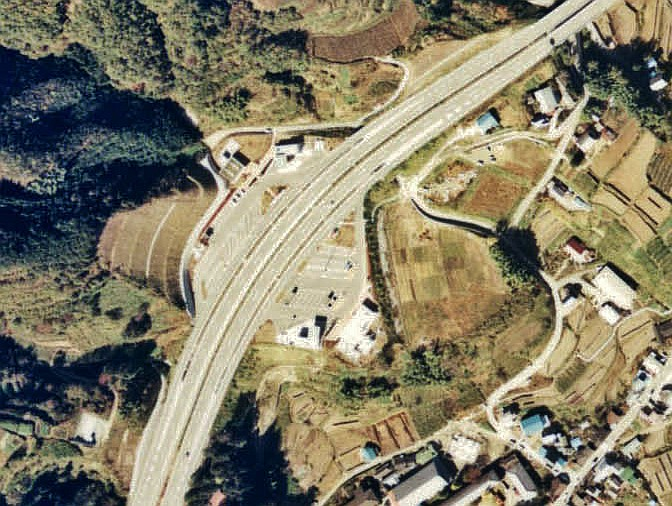
阿智パーキングエリア
（1976年〈昭和51年〉度撮影）。

阿智パーキングエリア（あちパーキングエリア）は、長野県下伊那郡阿智村の中央自動車道上にあるパーキングエリアである。
上下線ともにガソリンスタンドが設置されている。当初、上り線にはスナック・ショッピングコーナーが設置されていなかったが、後に両方面にスナック・ショッピングコーナー（あるいはコンビニエンスストア）が設置された。

## 道路
- E19 中央自動車道

## 施設

### 上り線（長野・東京方面）
- 駐車場
  - 大型 10台
  - 小型 29台
- トイレ
  - 男性 大3（和式1・洋式2）・小11
  - 女性 10（和式3・洋式7）
    - 男児用小便器 1

  - 車椅子用 1
- ガソリンスタンド（ENEOS（(株)ENEOSウイング）、6:00 - 22:00、セルフ式）[1]
  - 2012年2月1日から時間営業に変更
- 給電スタンド（24時間）
- デイリーヤマザキ（24時間）
- 自動販売機
- バス停留所

### 下り線（名古屋・大阪方面）
- 駐車場
  - 大型 10台
  - 小型 28台
- トイレ
  - 男性 大3（和式1・洋式2）・小11
  - 女性 10（和式3・洋式7）
  - 男児用小便器 1
  - 車椅子用 1
- ガソリンスタンド（apollostation（エネクスフリート(株)）、7:00 - 22:00）[2]
- 給電スタンド（24時間）
- ファミリーマート（24時間）
  - コンビニATM（イーネット：りそな銀行管理）
- 自動販売機
- バス停留所

## 駒場バスストップ

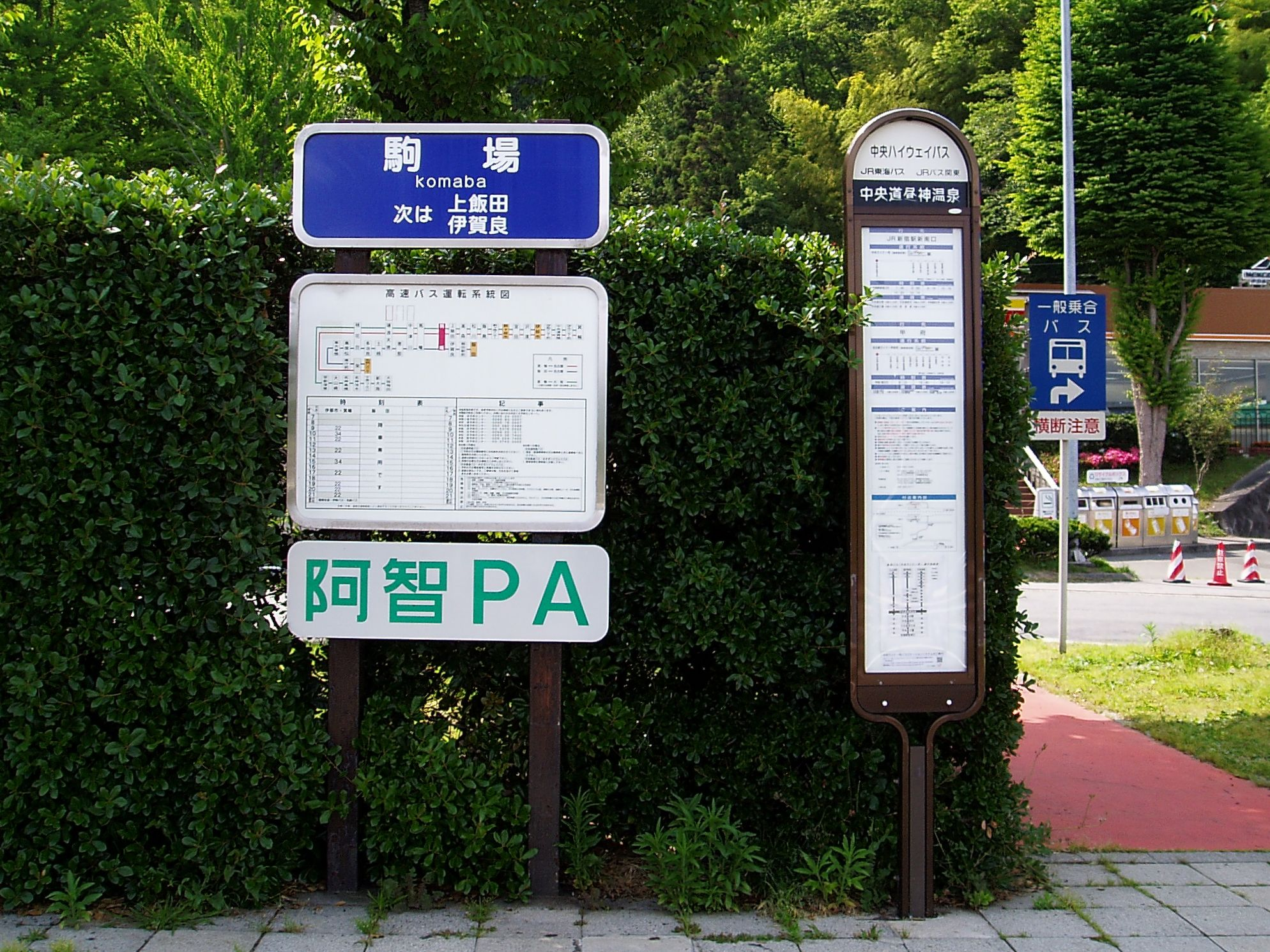
JRバスとそれ以外の事業者で異なる名称としたため、バス停も2種類並んでいる

駒場バスストップは、阿智パーキングエリアに併設されている中央自動車道のバス停留所である。JRバスでは「中央道昼神温泉バスストップ」と案内している。
「駒場」は地域名であるが、JRバスは中央ライナー号を運行開始する際に、近隣にある昼神温泉の名前を使用して「中央道昼神温泉」としている。このため、JRバスとそれ以外の事業者で、異なる名称での案内がされることになった。

### 停車する路線
駒場バスストップ
- 飯田 - 名古屋線（中央道高速バス、信南交通・名鉄バス）
伊賀良 - 駒場BS - 馬篭BS
- 箕輪・伊那・駒ヶ根 - 名古屋線（中央道高速バス、信南交通・伊那バス・名鉄バス）
上飯田BS - 駒場BS - 馬篭BS
- 箕輪・伊那・駒ヶ根 - 大阪（梅田）・USJ線（アルペン伊那号、信南交通・伊那バス・阪急観光バス）
伊賀良 - 駒場BS -京都深草

中央道昼神温泉バスストップ
- 新宿 - 名古屋・可児線（中央ライナー号、名古屋線:運行会社JRバス関東・可児線:運行会社東濃鉄道・JRバス関東）
日野BS - 昼神温泉BS - 馬篭BS
- 甲府 - 名古屋線（名古屋ライナー甲府号、JR東海バス・山梨交通）
上飯田BS - 昼神温泉BS - 馬篭BS

### 交通アクセス
- JR飯田駅から信南交通バス 飯田 - 駒場・昼神方面、「こまんば」停留所下車徒歩約8分[3]。

## 魔のカーブ

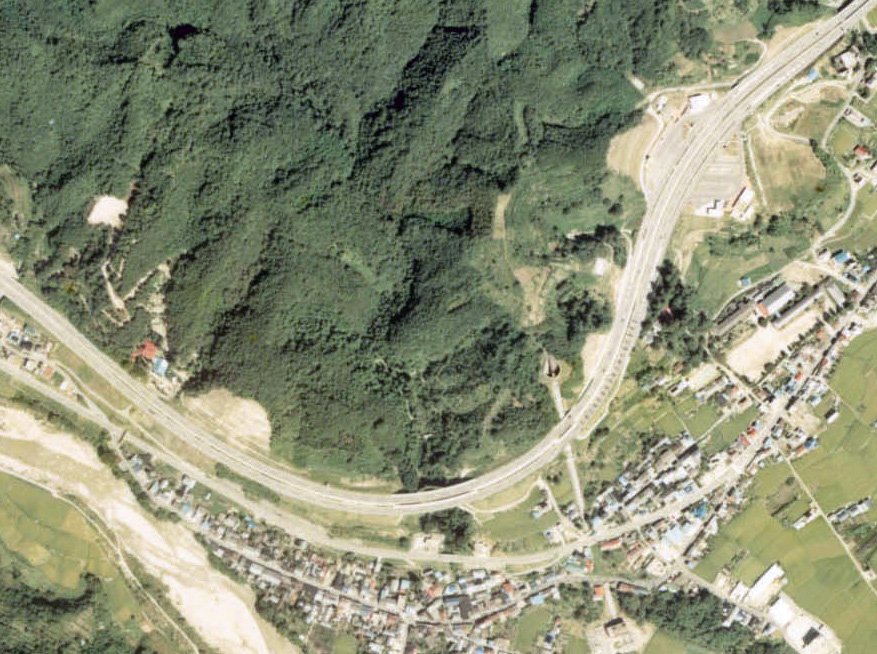
魔のカーブ
（1976年〈昭和51年〉度撮影）。

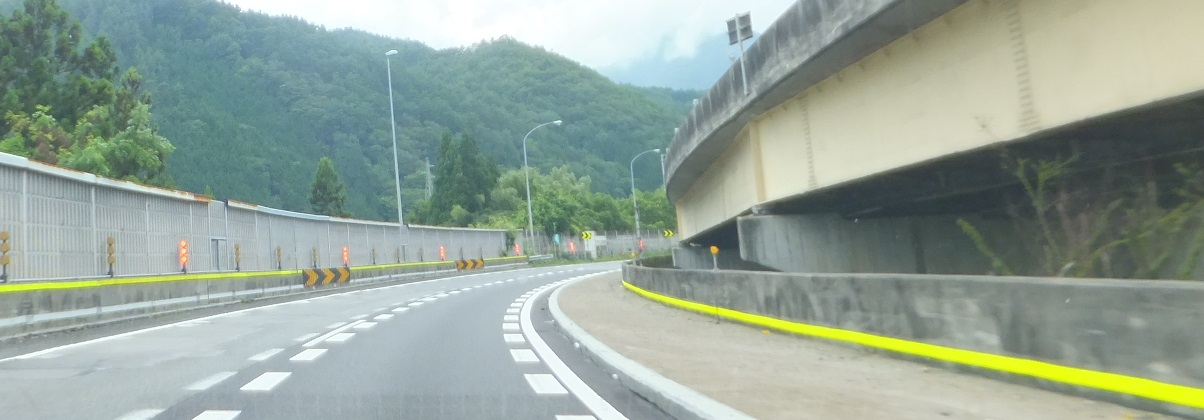
高速道路上から魔のカーブ

パーキングエリアから下り方面に300mほど先に、5.4パーセントの下り急勾配が続き制限速度を超過しやすい上にR=300のカーブがあり、「魔のカーブ」と呼ばれている。2006年（平成18年）9月14日には、大型トラックなど計21台が玉突き衝突し4人が死亡する事故が起きている。

## 隣
E19 中央自動車道
(26-1)飯田山本IC - 阿智PA/駒場BS/昼神温泉BS - (26-2)園原IC/BS - 恵那山トンネル - (PA)神坂PA/馬篭BS - (27)中津川IC